# Gerónimo Rulli
Gerónimo Rulli Pereira (La Plata, 20 de maio de 1992) é um futebolista argentino que atua como goleiro. Atualmente joga pelo Olympique de Marseille.

## Clubes

### Estudiantes
Natural de La Plata, província de Buenos Aires, Rulli formou-se nas categorias de base do Estudiantes, promovido ao time titular em 2012, sendo inicialmente designado como reserva de Justo Villar e Agustín Silva. Em 8 de abril de 2013, após lucrar com a saída de Villar para o Nacional e a lesão de Silva, ele jogou sua primeira partida como profissional, começando com uma derrota por 0–1 para o Arsenal de Sarandí.
Rulli disputou mais 11 partidas durante a campanha, e estabeleceu o recorde de 588 minutos sem sofrer nenhum gol.

### Real Sociedad
Em 1º de julho de 2014, mudou-se por 3,5 milhões de euros para o Deportivo Maldonado, que imediatamente o enviou por empréstimo de dois anos ao Real Sociedad da Liga espanhola. Em 25 de julho de 2014 foi cedido por empréstimo a Real Sociedad por uma temporada, que foi renovado em julho de 2015. Sua estreia oficial com a Real Sociedad foi marcada em 28 de agosto de 2014, em uma partida do play-off da UEFA Europa League diante do Krasnodar. Ele teve que se retirar da partida devido a uma lesão a cinco minutos do fim.

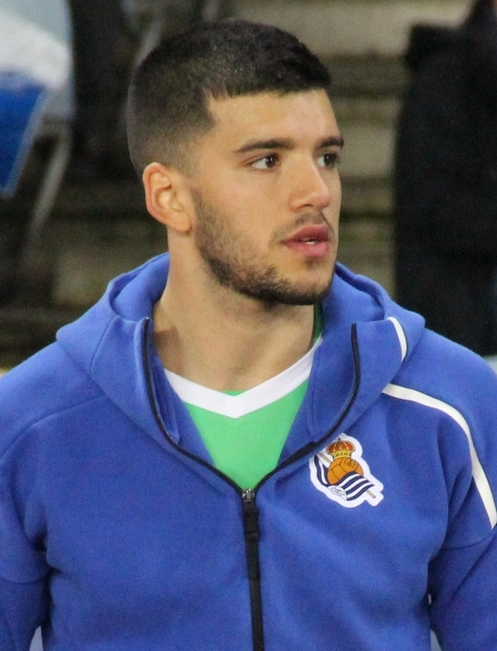
Rulli com a Real Sociedad em 2018

Em 9 de agosto de 2016 a Real Sociedad anunciou mais um período de empréstimo - até dezembro, ao fim do qual será devolvido ao Manchester City, atual clube proprietário dos direitos do jogador.
Em 1 de janeiro de 2017 foi comprado pela Real Sociedad por 7 milhões de euros, com quem assina contrato até 2022.[carece de fontes?]

### Montpellier
Em 14 de agosto de 2019, a Real Sociedad confirmou seu empréstimo ao Montpellier da Ligue 1 da França até 30 de junho de 2020.Ele jogou sua primeira partida pelo Montpellier em 17 de agosto de 2019, contra o Bordeaux, no campeonato (1-1 placar final)[carece de fontes?]
Ele completou 25 de 27 jogos possíveis da liga antes da temporada ser cancelada devido à pandemia de COVID-19.[carece de fontes?]

### Villarreal
Em setembro de 2020, Rulli foi comprado pelo Villarreal por 5 milhões de euros, contrato válido por 4 temporadas.Ele fez sua estreia na liga pelo clube em 21 de abril em uma derrota por 2–1 no Alavés, tendo sido escolhido para se preparar para a semifinal europeia contra o Arsenal.
Na final da Liga Europa 2020-21 contra o Manchester United, que terminou em 1 a 1 no tempo regulamentar e terminou nos pênaltis, Rulli defendeu a última cobrança de pênalti do time adversário cobrada pelo goleiro David de Gea dos Red Devils, além de fazer ele mesmo o 11º golo, permitindo assim ao Villarreal vencer a sua histórica primeira Liga Europa.
Rulli encerrou sua passagem pelo Submarino Amarelo com 80 jogos e 71 gols sofridos.

### Ajax
Em 6 de janeiro de 2023, Gerónimo Rulli assinou com o Ajax, o clube holandês pagou 10 milhões de euros (R$ 55 milhões), por três temporadas e meia, até 30 de junho de 2026.  Em 11 de janeiro de 2023, Gerónimo Rulli estreou pelo Ajax em o jogo da Copa KVNB contra o Den Bosch, vitória do time de Amisterdã 2-0. Três dias depois Rulli fez sua estreia na Eredivisie com o Ajax, em um empate sem gols com o Twente  pela 16ª rodada Campeonato Holandês.
Gerónimo Rulli protagonizou uma falha gritante na partida do Ajax, pelo playoff da Europa League contra o Union Berlin, no Estádio Stadion An der Alten Försterei, na Alemanha, ele levou um frangaço após finalização fraca da entrada da área de Josip Juranović, aos 44 minutos. Com o gol, a equipe alemã ampliou o placar para 2 a 0.

### Olympique de Marseille
No dia 11 de agosto de 2024 acertou sua ida para Olympique de Marseille.

## Seleção Argentina

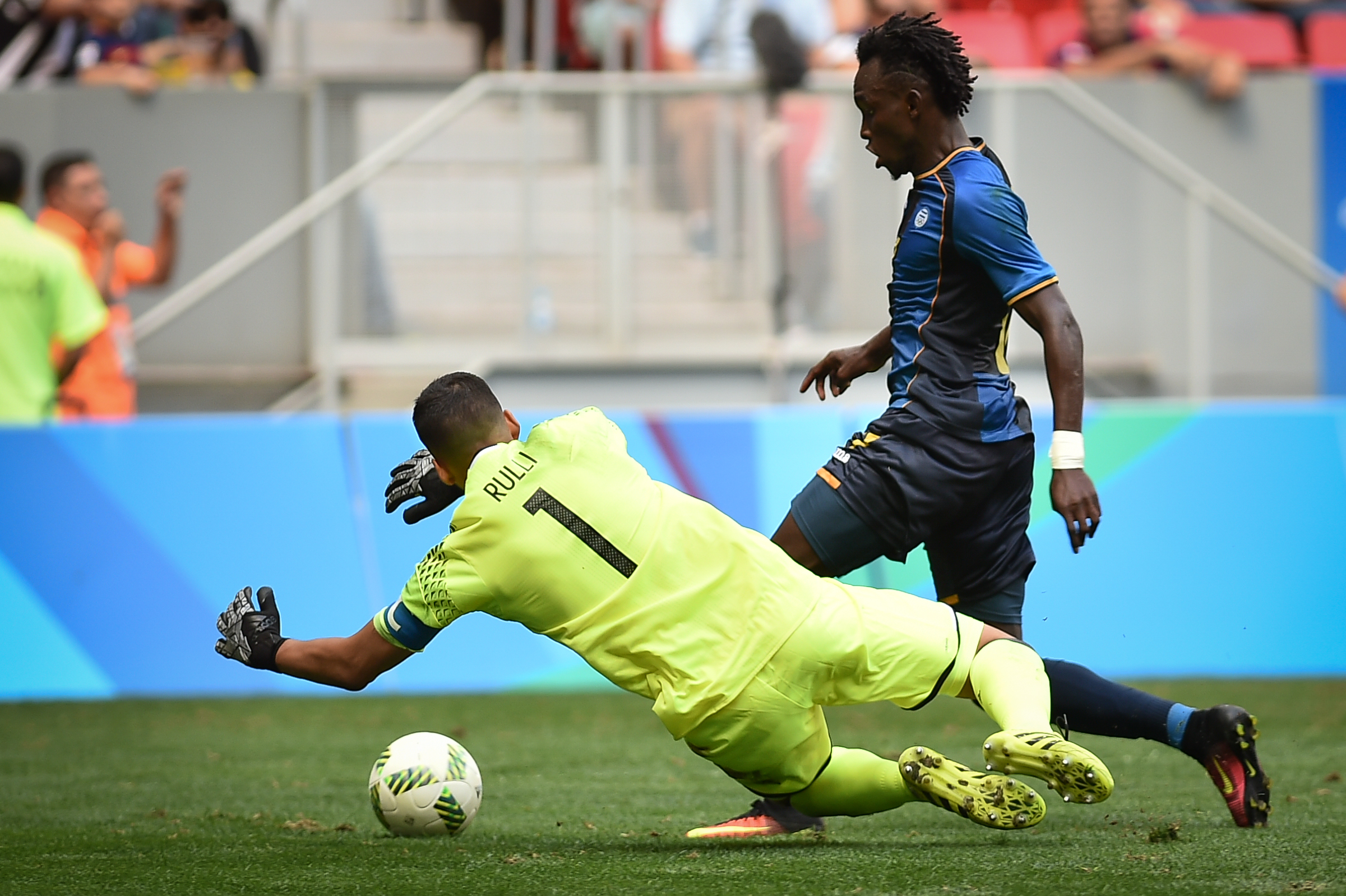
Rulli (à esquerda) durante a partida dos Jogos Olímpicos contra Honduras, 2016

Foi convocado para a disputa do torneio de Futebol nos Jogos Olímpicos de Verão de 2016. A Seleção Argentina, no entanto, foi eliminada ainda na fase de grupos.

## Títulos
Villarreal
- Liga Europa: 2020–21

Argentina
- Copa dos Campeões CONMEBOL–UEFA: 2022
- Copa do Mundo FIFA: 2022
- Copa América: 2024